# Вулиця Косенка (Київ)
Ву́лиця Косе́нка — вулиця в Подільському районі м. Києва, місцевість Селище Шевченка. Пролягає від вулиці Сошенка і Лісозахисної вулиці до проспекту Свободи і проспекту Георгія Гонгадзе. 
До вулиці Косенко прилучаються вулиці Кобзарська, Красицького, Василя Мови, Луки Долинського, Гамаліївська і Межовий провулок.

## Історія
Вулиця виникла у 1-й половині ХХ століття і складалась із двох вулиць — 2-ї Лісної і 2-ї Польової. Об'єднані під сучасною назвою на честь українського композитора В. С. Косенко у 1955 році.

## Забудова
Вулиця Косенка належить до селища Шевченка, яке виникло в 1920-х роках. З непарного боку вулиця забудована приватними одно- та двоповерховими садибами. З парного боку простягається Пуща-Водицький ліс.